# ماريان جنسن
ماريان جنسن (14 يناير 1970 - ) هي لاعبة كرة قدم دانمركية في مركز الوسط.

## وصلات خارجية
- ماريان جنسن على موقع الاتحاد الدولي (مؤرشف)  (الإنجليزية)
- ماريان جنسن على موقع عالم كرة القدم.نت (الإنجليزية)